# Kharar (ort i Indien, Punjab)
Kharar är en ort i Indien.   Den ligger i distriktet Ajitgarh och delstaten Punjab, i den norra delen av landet, 240 km norr om huvudstaden New Delhi. Kharar ligger 313 meter över havet och antalet invånare är 45 691.
Terrängen runt Kharar är platt. Runt Kharar är det mycket tätbefolkat, med 1 095 invånare per kvadratkilometer. Närmaste större samhälle är Chandigarh, 13,5 km öster om Kharar. Trakten runt Kharar består till största delen av jordbruksmark.